# نائیس لاگو
نائیس لاگو (ایتالیایی: Nais Lago؛ زادهٔ ۲۵ فوریهٔ ۱۹۱۴) بازیگر اهل کرواسی و ایتالیا است.
از فیلم‌ها یا برنامه‌های تلویزیونی که وی در آن نقش داشته‌است می‌توان به ۱۸۶۰ و کلافه و ملول از محبت خانواده اشاره کرد.